# Kunowice (gromada)
Kunowice (od 1 I 1958 Słubice) – dawna gromada, czyli najmniejsza jednostka podziału terytorialnego Polskiej Rzeczypospolitej Ludowej w latach 1954–1972.
Gromady, z gromadzkimi radami narodowymi (GRN) jako organami władzy najniższego stopnia na wsi, funkcjonowały od reformy reorganizującej administrację wiejską przeprowadzonej jesienią 1954 do momentu ich zniesienia z dniem 1 stycznia 1973, tym samym wypierając organizację gminną w latach 1954–1972.
Gromadę Kunowice z siedzibą GRN w Kunowicach utworzono – jako jedną z 8759 gromad na obszarze Polski – w powiecie rzepińskim w woj. zielonogórskim na mocy uchwały nr V/20/54 WRN w Zielonej Górze z dnia 5 października 1954. W skład jednostki weszły obszary dotychczasowych gromad Kunowice, Drzecin, Rybocice, Świecko, Kunice i Biskupice Nowe ze zniesionej gminy Słubice w tymże powiecie. Dla gromady ustalono 11 członków gromadzkiej rady narodowej.
Gromadę zniesiono 1 stycznia 1958 w związku z przeniesieniem siedziby GRN z Kunowic do Słubic i zmianą nazwy jednostki na gromada Słubice.